# Venditrice di amorini
La Venditrice di amorini è un affresco proveniente da Villa Arianna, rinvenuto durante gli scavi archeologici dell'antica città di Stabiae, l'odierna Castellammare di Stabia e conservato al museo archeologico nazionale di Napoli: si tratta di una delle opere maggiormente riprodotte durante il periodo neoclassico e rococò.

## Storia e descrizione
L'affresco risale alla metà del I secolo, periodo in cui era in voga il terzo stile e fu dipinto in un cubicolo di Villa Arianna, nei pressi di un'altra stanza decorata esclusivamente con figure femminili, tra cui la Flora: è ipotizzabile quindi che quella zona della villa fosse esclusivamente riservata alle donne. Fu ritrovato nel 1759, durante le esplorazioni borboniche e venne asportato per entrare a far parte della collezione del re: il successo dell'affresco fu tale che l'intera villa venne originariamente chiamata Villa della venditrice di amorini. Il quadretto fu oggetto di numerose copie ed imitazioni per tutto il XIX secolo, tanto che Charles Baudelaire, accusò gli artisti del tempo di mancare di originalità; tra le varie imitazioni quella di Joseph-Marie Vien, con l'opera chiamata Marchande d'Amours, realizzata nel 1763, anche se in questo caso l'artista ne trasse solamente ispirazione; Jacques-Louis David, un allievo di Vien, invece realizzò uno schizzo fedele all'opera originale, con elementi del gusto artistico del periodo. Fu inoltre riprodotta da Henry Fuseli, Bertel Thorvaldsen, Adamo Tadolini, Christian Gottfried Jüchtzer, che ne realizzò una scultura e dalla Real Fabbrica Ferdinandea, che utilizzò il tema dell'affresco come soggetto decorativo per piatti, tazze e vassoi in porcellana.
La composizione, divisa in due settori, nei quali agiscono due gruppi di personaggi, è di chiara ispirazione teatrale: nella parte sinistra è raffigurata una matrona romana con alle sue spalle un'ancella nel ruolo di consigliera ed ai suoi piedi, quasi nascosto dalla veste, un putto svolazzante, intento a guardare le sue donne. Sul lato destro invece è raffigurata un'anziana cortigiana che prende dalla gabbia un amorino, tenendolo per un'ala, mentre, un altro, è rannicchiato all'interno della piccola voliera, in attesa di essere mostrato. L'intera scena ha un gusto tipicamente ellenistico, rifacendosi ai mimi e agli epigrammi: l'intento dell'autore è stato quello di portare l'osservatore alla meditazione, in questo caso delle pene d'amore.